# Дрейфующая станция
Дрейфующая станция — научно-исследовательская станция, создаваемая на дрейфующих льдах в глубоководной части Северного Ледовитого океана. Советские, а теперь российские дрейфующие станции обычно носят название «Северный полюс» (СП). Каждой станции присваивается порядковый номер.
Станции «СП» выполняют программу комплексных круглогодичных исследований в области океанологии, ледоведения (физики и динамики льдов), метеорологии; аэрологии, геофизики (наблюдения в ионосферном и магнитном полях), гидрохимии, гидрофизики, а также в области биологии моря. Часть работ выполняется в интересах ВМФ РФ (навигация и связь с атомными подводными лодками).
В среднем за год на станции «СП» выполняются: 600—650 измерений глубин океана; 3500—3900 метеонаблюдений за комплексом элементов погоды, 600—650 выпусков шаров-пилотов, несущих радиозонды, 1200—1300 измерений температуры и взятий проб морской воды на химический анализ. Производятся также магнитные, ионосферные, ледовые и другие наблюдения. Регулярное определение координат льдины астрономическим способом позволяет получать данные о направлении и скорости её дрейфа.
Современная дрейфующая станция представляет собой небольшой посёлок. Для полярников строится жильё, для размещения аппаратуры и оборудования возводятся специальные строения.
Очередная станция «Северный полюс» начинает работу обычно в апреле и работает от 2 до 3 лет, пока льдина не выйдет в Гренландский пролив. Иногда станцию приходится эвакуировать раньше срока в случае угрозы разрушения льдины, на которой она размещена. Смена полярников производится ежегодно. За всю историю станций «Северный полюс» дрейфовало более 800 человек. Среднее количество научных работников на дрейфующей станции составляет 15 человек.
Все дрейфующие станции «Северный полюс» организуются Арктическим и Антарктическим научно-исследовательским институтом (ААНИИ).

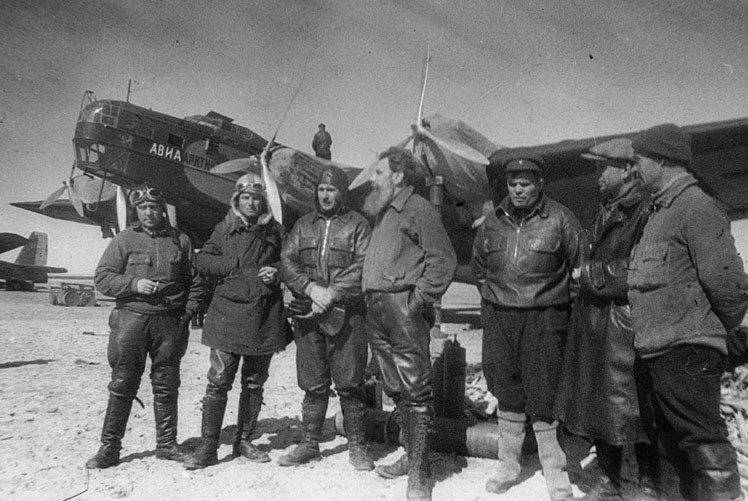
Руководитель и пилоты самолётов экспедиции Северный Полюс 1 (слева направо): И. Т. Спирин, М. И. Шевелев, М. С. Бабушкин, О. Ю. Шмидт, М. В. Водопьянов, А. Д. Алексеев, В. С. Молоков

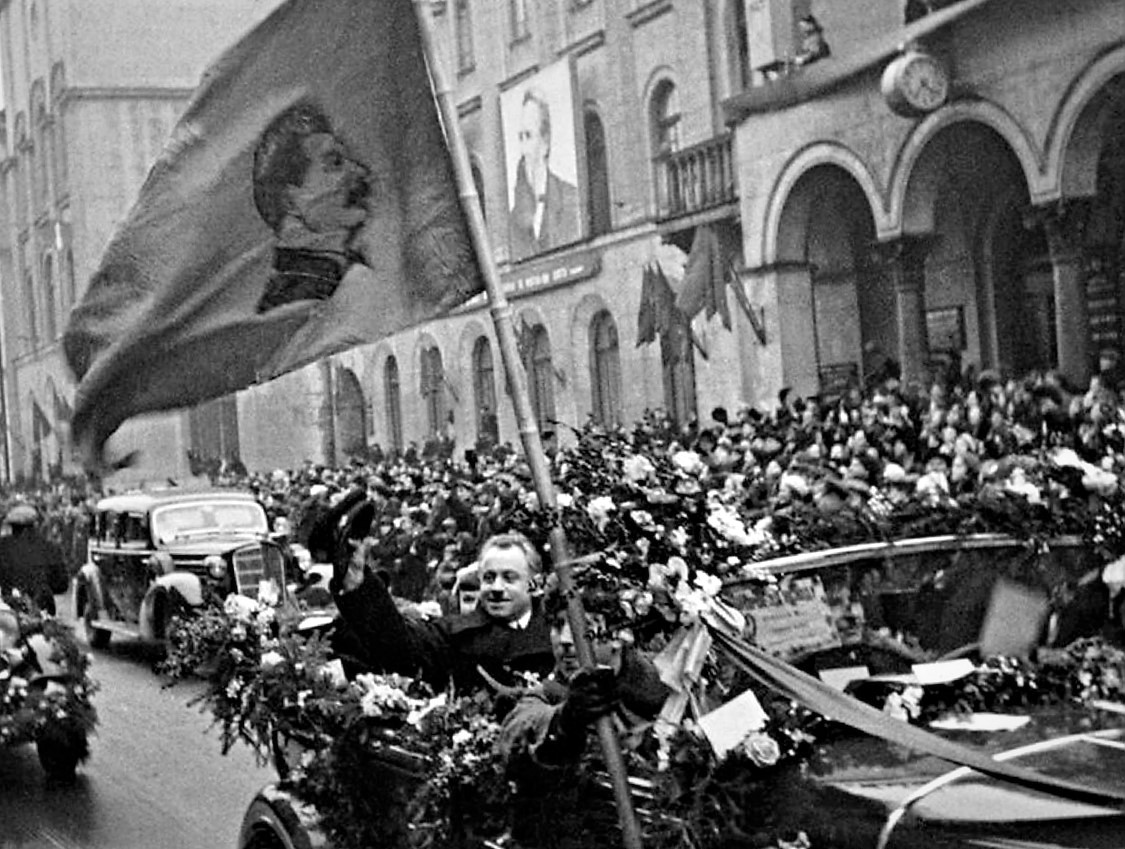
Москвичи встречают участников экспедиции Северный полюс-1. В головной машине Иван Папанин. Фото М. Калашникова, 17 марта 1938

## Классификация дрейфующих станций
В зависимости от присутствия человека различают:
- обитаемые людьми дрейфующие станции
- автоматические дрейфующие станции.

Среди станций «Северный полюс» различаются две группы:
- станции, дрейфующие на паковом льду (сравнительно тонком и недолговечном): СП-1 — СП-5, СП-7 — СП-17, СП-20, СП-21
- станции, дрейфующие на ледовых островах (осколках ледника, отделившихся от берега): СП-6, СП-18, СП-19, СП-22

## История создания станций «Северный полюс»
Одним из авторов прообраза дрейфующей станции можно назвать писателя Жюля Верна, описавшего в романе «В стране мехов» дрейф группы людей на отколовшейся от материка льдины с построенной на ней факторией по Северному Ледовитому океану в сторону Берингова пролива. Научно обоснованная идея использования дрейфа льдов (перемещения их под воздействием ветра и течений) для исследования природы высокоширотных районов Северного Ледовитого океана принадлежит Ф. Нансену, практически осуществившему её на «Фраме» в 1893—1896.
Необходимость организации дрейфующих станций вызвана отсутствием суши в центральной части Северного Ледовитого океана, пригодной для устройства постоянных наблюдательных пунктов.
Официальное открытие первой в мире дрейфующей станции СП-1 состоялось 6 июня 1937 в 20 км от Северного полюса. Экспедиция длилась 9 месяцев (274 дня), льдина прошла более 2000 км. Ледоколы «Таймыр» и «Мурман» сняли четвёрку зимовщиков 19 февраля 1938 за 70-й широтой, в нескольких десятках километров от берегов Гренландии.
СП-2 (начальник — М. М. Сомов) работала с 1 апреля 1950 по 11 апреля 1951. С этого времени на льдах Центральной Арктики непрерывно работали две-три, а с апреля 1970 по октябрь 1971 четыре дрейфующие станции. Так было до июля 1991 года, когда в Арктике закончила работу последняя советская дрейфующая станция — «Северный полюс-31».
В марте 2003 года Правительство РФ приняло решение возобновить программу исследований с дрейфующих станций «Северный полюс» и 25 апреля 2003 года была открыта первая российская дрейфующая станция — «Северный полюс-32». Программа дрейфующих станций реализуется «Арктическим и антарктическим научно-исследовательским институтом» («ААНИИ») Росгидромета. C 2013 года из-за изменения климата и снижения финансирования программа вновь приостановлена.

## Советские и российские дрейфующие станции
| Название экспедиции | Начальник экспедиции | Даты дрейфа      | Даты дрейфа      | Координаты дрейфа               | Координаты дрейфа               | Расстояние (км) |
| Название экспедиции | Начальник экспедиции | Начало           | Конец            | Старт                           | Финиш                           | Расстояние (км) |
| Северный полюс-1    | И. Д. Папанин        | 21 мая 1937      | 19 февраля 1938  | 89°25′ с. ш. 78°40′ з. д.       | 70°40′ с. ш. 19°16′ з. д.       | 2,850           |
| Северный полюс-2    | М. М. Сомов          | 2 апреля 1950    | 11 апреля 1951   | 76°03′ с. ш. 166°36′ з. д.      | 81°44′ с. ш. 163°48′ з. д.      | 2,600           |
| Северный полюс-3    | А. Ф. Трёшников      | 4 апреля 1954    | 20 апреля 1955   | 85°58′ с. ш. 175°00′ з. д.      | 86°00′ с. ш. 24°00′ з. д.       | 1,865           |
| Северный полюс-4    | Е. И. Толстиков      | 8 апреля 1954    | 19 апреля 1957   | 75°48′ с. ш. 178°25′ з. д.      | 85°52′ с. ш. 00°0,01′ з. д.     | 6,970           |
| Северный полюс-5    | Н. А. Волков         | 21 апреля 1955   | 8 октября 1956   | 82°10′ с. ш. 156°51′ в. д.      | 84°18′ с. ш. 63°20′ в. д.       | 3,630           |
| Северный полюс-6    | К. А. Сычёв          | 19 апреля 1956   | 14 сентября 1959 | 74°24′ с. ш. 177°04′ з. д.      | 82°06′ с. ш. 03°56′ в. д.       | 8,650           |
| Северный полюс-7    | В. А. Ведерников     | 23 апреля 1957   | 11 апреля 1959   | 82°06′ с. ш. 164°11′ з. д.      | 85°14′ с. ш. 33°03′ з. д.       | 3,520           |
| Северный полюс-8    | В. М. Рогачёв        | 27 апреля 1959   | 19 марта 1962    | 76°11′ с. ш. 164°24′ з. д.      | 83°15′ с. ш. 132°30′ з. д.      | 6,090           |
| Северный полюс-9    | В. А. Шамонтыев      | 26 апреля 1960   | 28 марта 1961    | 77°23′ с. ш. 163°00′ в. д.      | 86°36′ с. ш. 76°00′ з. д.       | 2,660           |
| Северный полюс-10   | Н. А. Корнилов       | 17 октября 1961  | 29 апреля 1964   | 75°27′ с. ш. 177°10′ в. д.      | 88°32′ с. ш. 90°30′ в. д.       | 3,960           |
| Северный полюс-11   | Н. Н. Брязгин        | 16 апреля 1962   | 2 апреля 1963    | 77°10′ с. ш. 165°58′ з. д.      | 81°10′ с. ш. 139°34′ з. д.      | 2,400           |
| Северный полюс-12   | Л. Н. Беляков        | 30 апреля 1963   | 25 апреля 1965   | 76°50′ с. ш. 165°34′ з. д.      | 81°06′ с. ш. 145°47′ з. д.      | 1,595           |
| Северный полюс-13   | А. Я. Бузуев         | 22 апреля 1964   | 20 апреля 1967   | 73°55′ с. ш. 161°19′ з. д.      | 87°55′ с. ш. 03°32′ в. д.       | 3,545           |
| Северный полюс-14   | Ю. Б. Константинов   | 1 мая 1965       | 12 февраля 1966  | 72°42′ с. ш. 175°25′ з. д.      | 76°59′ с. ш. 154°49′ в. д.      | 1,040           |
| Северный полюс-15   | В. В. Панов          | 15 апреля 1966   | 25 марта 1968    | 78°49′ с. ш. 168°08′ в. д.      | 85°45′ с. ш. 10°30′ з. д.       | 2,330           |
| Северный полюс-16   | Ю. Б. Константинов   | 10 апреля 1968   | 22 марта 1972    | 75°31′ с. ш. 172°00′ з. д.      | 86°00′ с. ш. 85°27′ з. д.       | 5,850           |
| Северный полюс-17   | Н. И. Блинов         | 18 апреля 1968   | 16 октября 1969  | 80°30′ с. ш. 165°26′ в. д.      | 86°48′ с. ш. 25°20′ в. д.       | 1,750           |
| Северный полюс-18   | Н. Н. Овчинников     | 9 октября 1969   | 24 октября 1971  | 75°10′ с. ш. 165°02′ з. д.      | 86°06′ с. ш. 153°51′ в. д.      | 5,240           |
| Северный полюс-19   | А. Н. Чилингаров     | 7 ноября 1969    | 16 апреля 1973   | 74°54′ с. ш. 160°13′ в. д.      | 83°08′ с. ш. 16°17′ в. д.       | 6,705           |
| Северный полюс-20   | Ю. П. Тихонов        | 22 апреля 1970   | 17 мая 1972      | 75°56′ с. ш. 175°22′ в. д.      | 81°44′ с. ш. 166°47′ з. д.      | 3,780           |
| Северный полюс-21   | Г. И. Кизин          | 30 апреля 1972   | 17 мая 1974      | 74°06′ с. ш. 178°15′ в. д.      | 86°16′ с. ш. 143°35′ в. д.      | 3,605           |
| Северный полюс-22   | В. Г. Мороз          | 13 сентября 1973 | 8 апреля 1982    | 76°16′ с. ш. 168°31′ з. д.      | 86°10′ с. ш. 00°0,01′ з. д.     | 17,069          |
| Северный полюс-23   | В. М. Пигузов        | 5 декабря 1975   | 1 ноября 1978    | 73°51′ с. ш. 178°25′ з. д.      | 87°40′ с. ш. 22°31′ з. д.       | 5,786           |
| Северный полюс-24   | И. К. Попов          | 23 июня 1978     | 19 ноября 1980   | 76°45′ с. ш. 163°00′ в. д.      | 86°03′ с. ш. 29°40′ в. д.       | 5,652           |
| Северный полюс-25   | В. С. Сидоров        | 16 мая 1981      | 20 апреля 1984   | 75°01′ с. ш. 168°35′ в. д.      | 85°50′ с. ш. 122°15′ з. д.      | 5,754           |
| Северный полюс-26   | В. С. Сидоров        | 21 мая 1983      | 9 апреля 1986    | 78°30′ с. ш. 174°46′ в. д.      | 82°46′ с. ш. 170°31′ з. д.      | 5,380           |
| Северный полюс-27   | Ю. П. Тихонов        | 2 июня 1984      | 20 мая 1987      | 78°31′ с. ш. 160°30′ в. д.      | 86°28′ с. ш. 09°02′ з. д.       | 5,655           |
| Северный полюс-28   | А. Ф. Чернышёв       | 21 мая 1986      | 23 января 1989   | 80°40′ с. ш. 168°29′ в. д.      | 79°40′ с. ш. 03°09′ в. д.       | 7,634           |
| Северный полюс-29   | В. В. Лукин          | 10 июня 1987     | 19 августа 1988  | 80°22,80′ с. ш. 112°59′ в. д.   | 84°42,80′ с. ш. 56°34,30′ з. д. | 2,686           |
| Северный полюс-30   | В. М. Пигузов        | 9 октября 1987   | 4 апреля 1991    | 74°18′ с. ш. 171°24′ з. д.      | 82°31′ с. ш. 126°26′ з. д.      | 7,675           |
| Северный полюс-31   | В. С. Сидоров        | 22 октября 1988  | 25 июля 1991     | 76°35′ с. ш. 153°10′ з. д.      | 73°33′ с. ш. 161°04′ з. д.      | 5,475           |
| Северный полюс-32   | В. С. Кошелев        | 25 апреля 2003   | 6 марта 2004     | 87°52,50′ с. ш. 148°03′ в. д.   | 84°41′ с. ш. 03°33′ з. д.       | 2,418           |
| Северный полюс-33   | А. А. Висневский     | 9 сентября 2004  | 5 октября 2005   | 85°08′ с. ш. 155°18′ в. д.      | 86°14′ с. ш. 95°54′ в. д.       | 3,156           |
| Северный полюс-34   | Т. В. Петровский     | 19 сентября 2005 | 25 мая 2006      | 85°39′ с. ш. 115°19′ в. д.      | 87°26′ с. ш. 07°39′ в. д.       | 2,032           |
| Северный полюс-35   | А. А. Висневский     | 21 сентября 2007 | 22 июля 2008     | 81°13′ с. ш. 95°15′ в. д.       | 81°00′ с. ш. 31°18′ в. д.       | 2,422           |
| Северный полюс-36   | Ю. И. Катраев        | 7 сентября 2008  | 30 августа 2009  | 82°13′ с. ш. 174°20′ в. д.      | 85°33′ с. ш. 22°52′ в. д.       | 2,905           |
| Северный полюс-37   | С. Б. Лесенков       | 7 сентября 2009  | 5 июня 2010      | 81°26′ с. ш. 164°06′ з. д.      | 79°50′ с. ш. 140°39′ з. д.      | 2,076           |
| Северный полюс-38   | Т. В. Петровский     | 15 октября 2010  | 20 сентября 2011 | 76°07′ с. ш. 176°32′ з. д.      | 83°53′ с. ш. 154°18′ з. д.      | 3,024           |
| Северный полюс-39   | А. Ю. Ипатов         | 2 октября 2011   | 15 сентября 2012 | 84°10′ с. ш. 148°49′ з. д.      | 83°57′ с. ш. 96°44′ з. д.       | 1,885           |
| Северный полюс-40   | Н. И. Фомичев        | 1 октября 2012   | 8 июня 2013      | 85°18′ с. ш. 142°54′ з. д.      | 82°06′ с. ш. 130°41′ з. д.      | 1,736           |
| Северный полюс-2015 | Д. А. Мамадалиев     | 18 апреля 2015   | 9 августа 2015   | 89°35,56′ с. ш. 61°20,02′ з. д. | 86°15,47′ с. ш. 7°51,02′ з. д.  | 736             |
| Северный полюс-41   | К. В. Фильчук        | 2 октября 2022   | продолжается     | 82°37′ с. ш. 155°31′ з. д.      |                                 |                 |

## Автоматические дрейфующие станции
Обитаемые дрейфующие станции способны проводить широкий спектр исследований, но их подготовка и обслуживание относительно дорогостоящее мероприятие. Кроме того, одна станция исследует только небольшой район океана, а для целей метео- и гидрологии необходимо знать движение льдов, течений и погоду на обширной территории, поэтому в СССР в послевоенный период были разработаны необитаемые автоматизированные станции ДАРМС (Дрейфующая автоматическая радиометеорологическая станция).
Установка первой автоматической станции была произведена в 1948 г., с 1957 года получила широкое распространение ДАРМС разработанная Юрием Константиновичем Алексеевым, конструкция которой в 1965 году закреплена авторским свидетельством SU 171609 A1. Ежегодно, ААНИИ на огромной территории от Гренландии до Чукотского полуострова с ледоколов и самолётов устанавливал на лед 25 — 30 таких станций. Каждая станция автономно работала около года.
Конструктивно основу ДАРМС Алексеева составляет пустотелая металлическая вертикальная штанга проходящая через лед. Подо льдом, на нижнем конце штанги, в герметичном контейнере расположены сухие батареи питания и часовой механизм, над льдом, на разной высоте закреплены метеоприборы, радиопередатчик и радиоприемник. На верхушке мачты установлена вертикальная антенна высотой до 12 метров. Устойчивость обеспечивает треножник особой конструкции, сохраняющией жесткость при сдвижке льда, к которому закреплены три растяжки антенны. В определённое время (1 — 3 раза в сутки) станция азбукой Морзе в диапазоне средних волн передает сведения о силе, направлении ветра, температуре и другие данные (во время бури период радиопередач может сокращаться до десятка минут). Дальность действия ДАРМС около 1500 км, приемные станции, расположенные в центрах метеорологических районов Арктики (Амдерма, мысе Челюскина, мыс Четырёх Столбов) осуществляют радиопеленг каждой станции, по которому составляется схема движения льдов.
ДАРМС постоянно совершенствовались, кроме того, Алексеев разработал и упрощенный вариант без метеоприборов — «Радиовеха», который применялся только для изучения ледовой обстановки в Арктике.

## В филателии
- В 1938 году была выпущена серия марок «Воздушная экспедиция на Северный полюс в 1937 г.», посвященная открытию первой в мире дрейфующей станции «Северный полюс-1». На первых двух марках этой серии (номиналом 10 и 20 коп.) указан маршрут перелета четырёх полярников на станцию. Третья и четвёртая марки (номиналом 40 и 80 коп.) изображают флаг СССР на Северном полюсе[5].

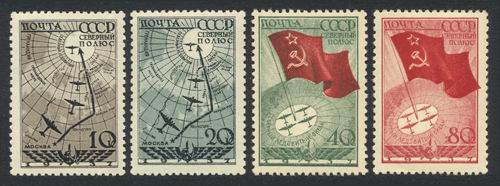
1938 год: Серия марок, посвященных дрейфующей станции «СП-1»

- В 1955 году выпущена серия почтовых марок (№ 1851—1853)[6], посвященных дрейфующим станциям «Северный полюс».
- Отдельная марка (№ 1893) была выпущена в 1956 году[7], одновременно посвящённая Авиапочте СССР, доставляющей корреспонденцию на дрейфующие станции.

Почтовые марки
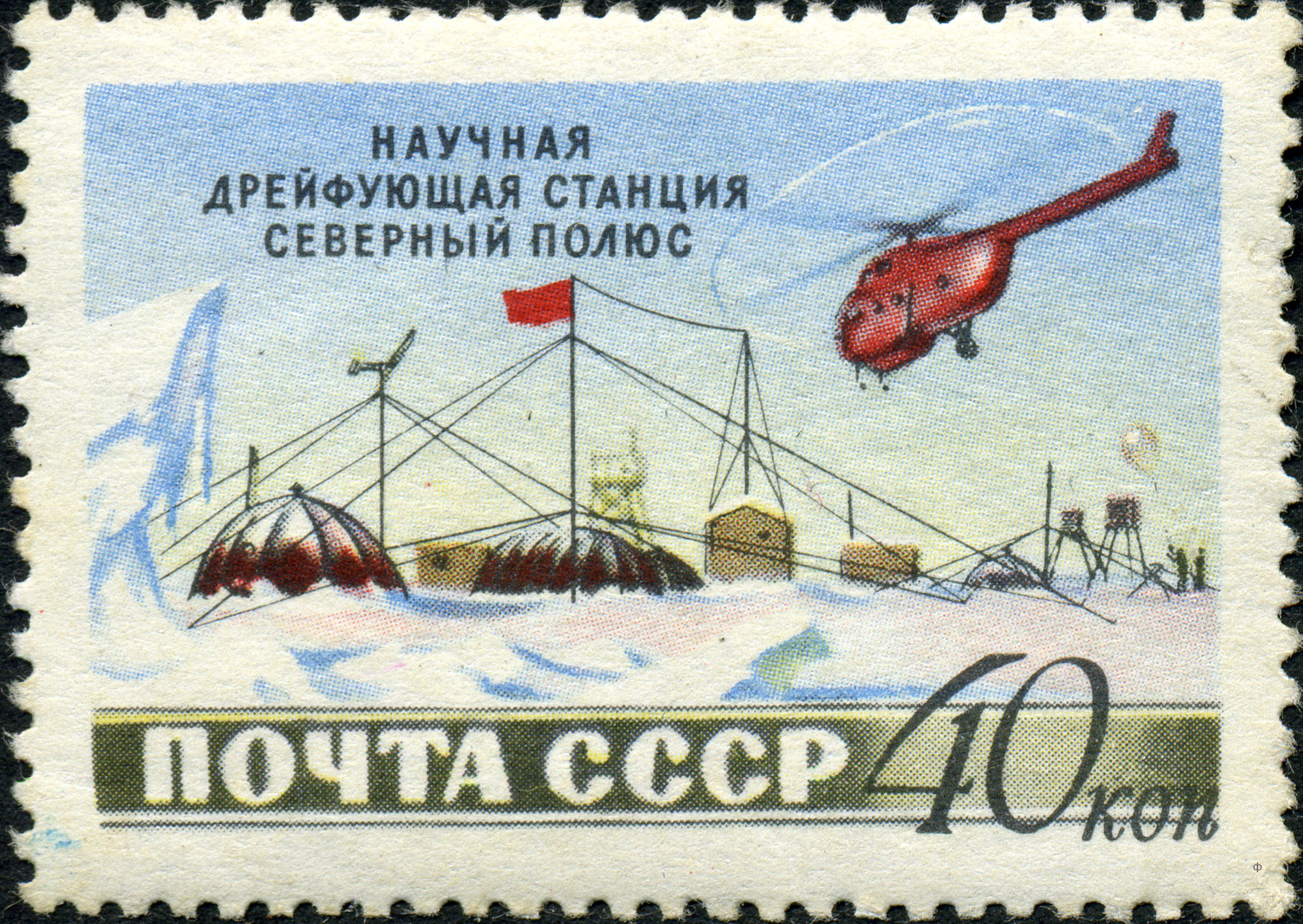
1955 год: Общий вид станции. Вертолет «Ми-4»
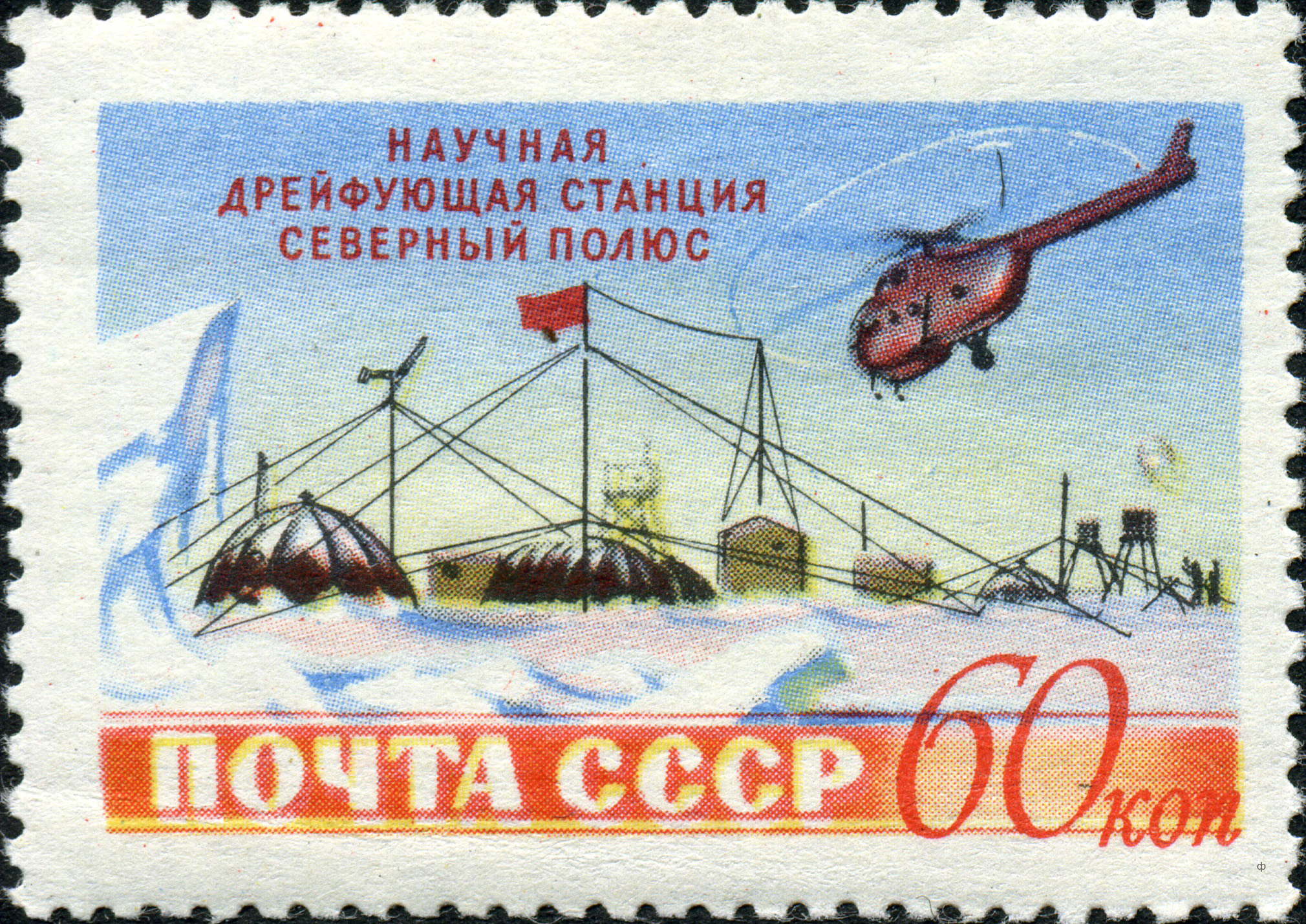
1955 год: Общий вид станции. Вертолет «Ми-4»
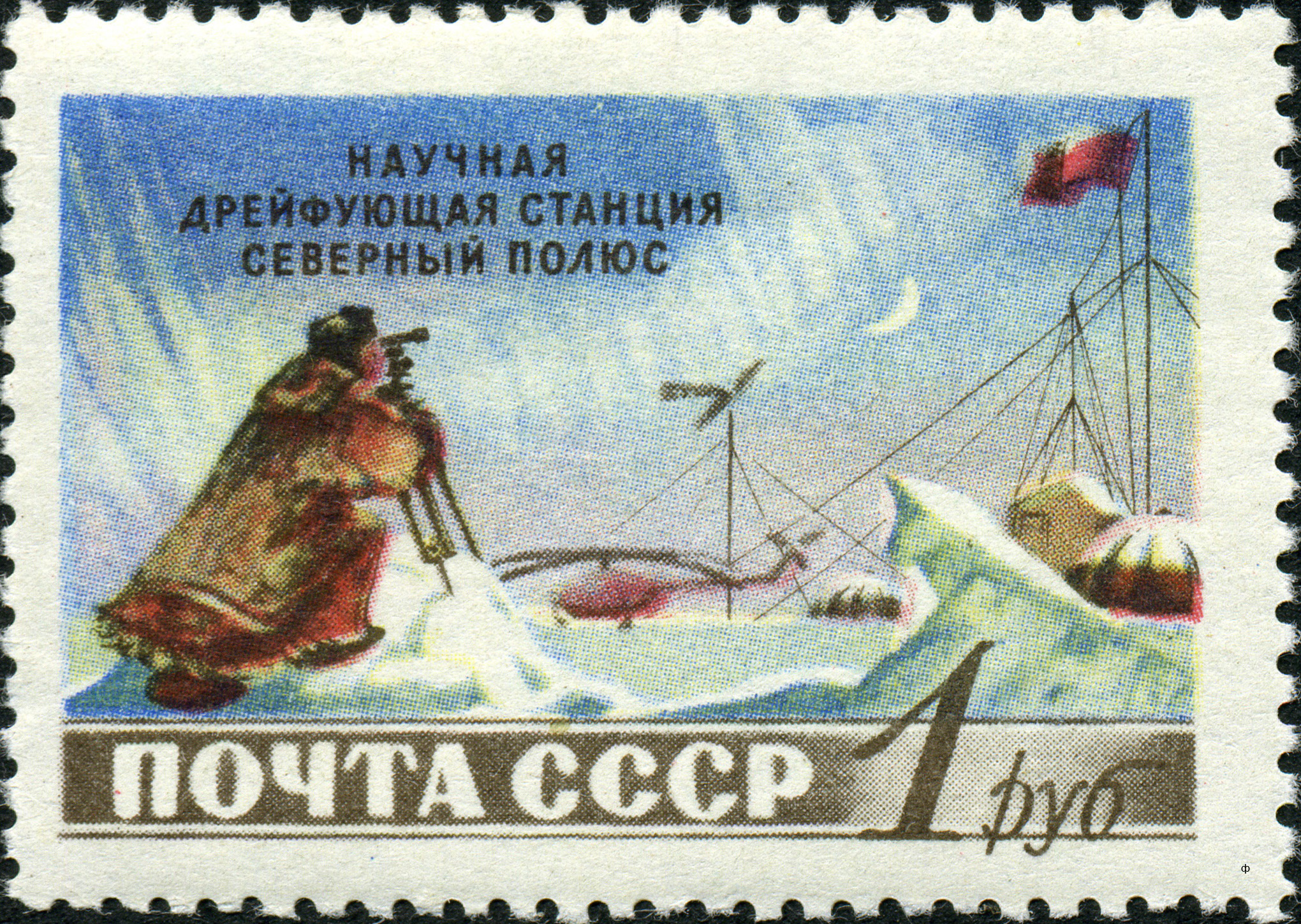
1955 год: Научные наблюдения на станции. Определение координат дрейфа
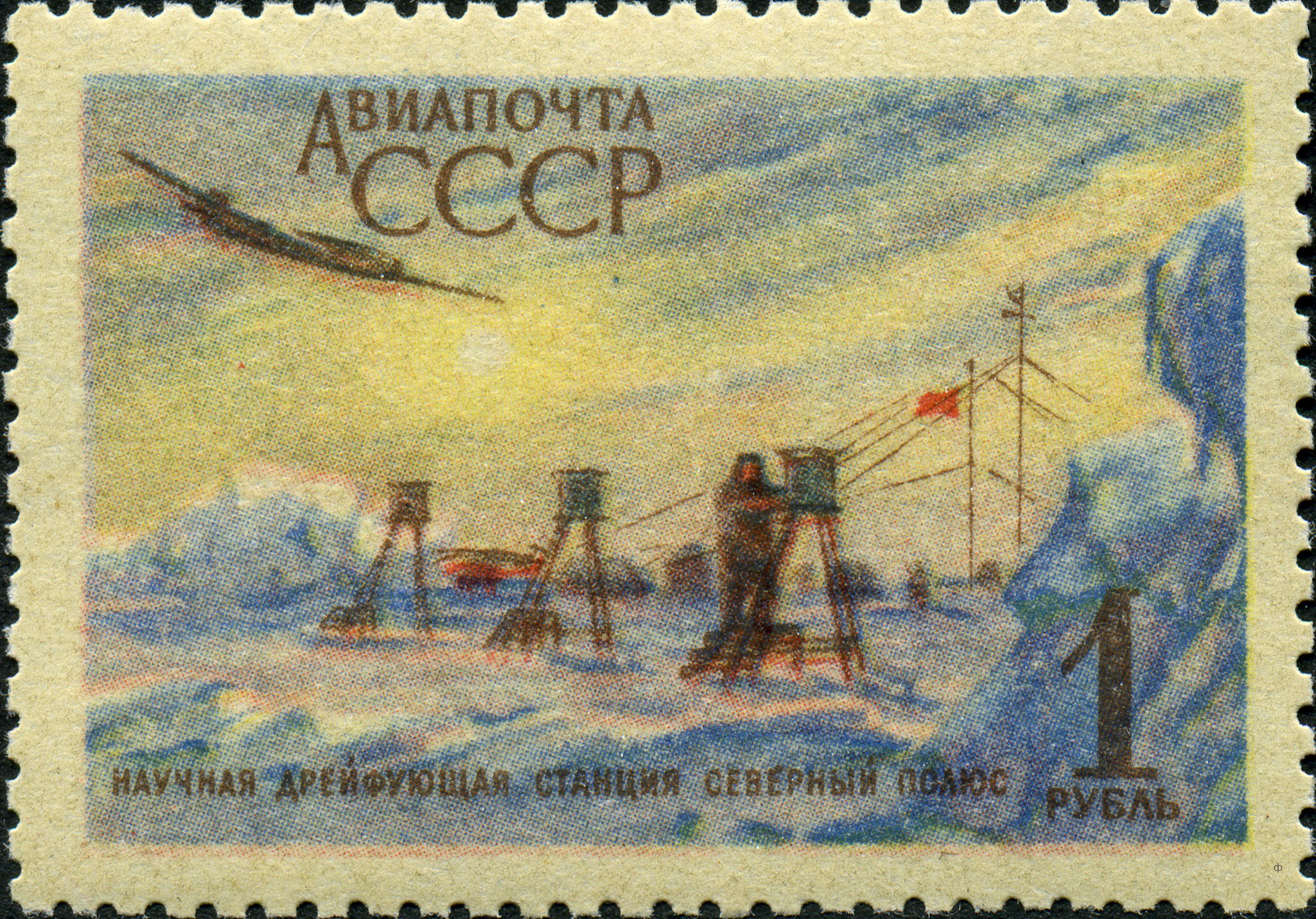
1956 год: Авиапочта СССР

- В 1958 году был выпущен филателистический блок СССР — "Советская научная дрейфующая станция «Северный полюс» (№ 2229).[8] В блоке — 4 одинаковые марки номиналом в 1 руб., повторяющие рисунок и номинал марки 1955 года (№ 1853). На научно-исследовательских дрейфующих станциях «Северный полюс» марки серии и блок гасились специальными календарными почтовыми штемпелями.

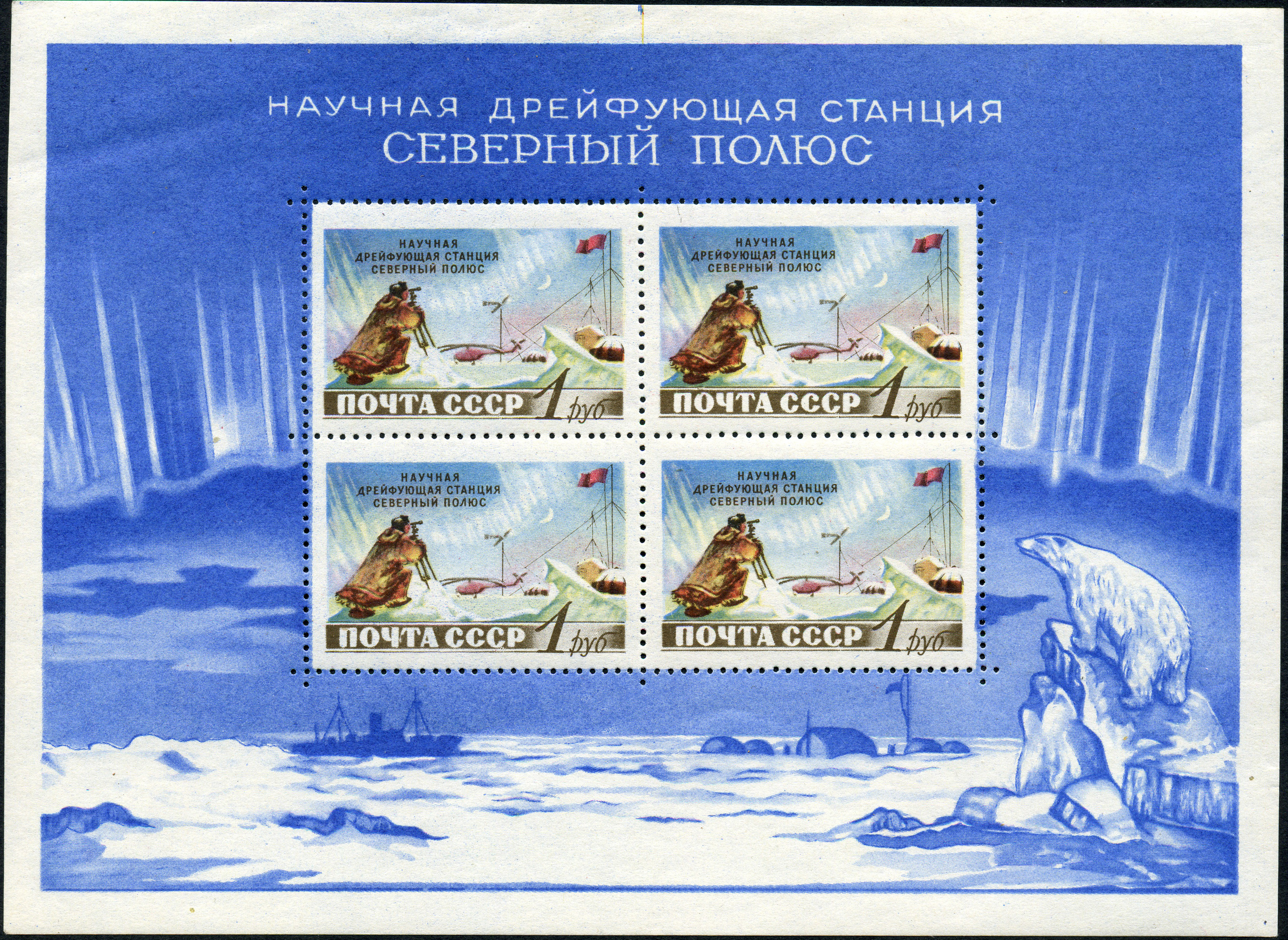
1958 год: Почтовый блок СССР

- В 1962 году на этом же блоке была сделана надпечатка случаю 25-летия станции «Северный полюс-1» (№ 2694).[7]

## Фильм
- ЦСДФ (РЦСДФ) (1987). «Из жизни на «Северном Полюсе». Документальный фильм.  49 мин. Архивировано 6 мая 2016. {{cite episode}}: |series= пропущен или пуст (справка)